# Éric Thierry
Pour les articles homonymes, voir Thierry.
Éric Thierry est un historien français né en 1964. Ses recherches portent sur l'histoire de la présence française en Amérique du Nord et sur la littérature des voyages en Nouvelle-France. 

## Biographie
Éric Thierry soutient sa thèse de doctorat en 1997 : Un pionnier de la Nouvelle France : Marc Lescarbot (vers 1570-1641) sous la direction de Jean-Pierre Poussou à  l'Université de Paris IV. Il enseigne l'histoire et la géographie au lycée Paul Claudel de Laon. Il est président de la Société historique de Haute-Picardie depuis 2012 et a présidé la Fédération des sociétés d'histoire et d'archéologie de l'Aisne de 2016 à 2022. 
Il publie en 2001 la biographie de Marc Lescarbot, érudit picard, avocat et voyageur en Nouvelle-France, ouvrage auquel l'Académie française décerne en 2002 le Prix Monseigneur-Marcel ; il mène à bien de 2004 à 2013 l'édition critique des œuvres complètes de Samuel de Champlain, l'ensemble est regroupé dans une édition en deux volumes en 2019,,, à laquelle l'Académie française décerne en 2020 le Prix du rayonnement de la langue et de la littérature françaises.

## Publications

### Études
- La France de Henri IV en Amérique du Nord. De la création de l’Acadie à la fondation de Québec, Paris, Éditions Honoré Champion, 2008, 502 p.[6] ; réédition : Paris, Classiques Garnier, 2019, 502 p.)
- « Les Politiques amérindiennes de Henri IV », dans Reynald Abad, Jean-Pierre Bardet, Jean-François Dunyach (dir.), Les passions d’un historien. Mélanges en l’honneur de Jean-Pierre Poussou, Paris, Presses de l'Université Paris-Sorbonne, 2010 (ISBN 978-2-84050-724-6, lire en ligne  [PDF]), p. 245-254.
- « Français et Indiennes au temps des premiers établissements en Amérique du Nord : des liaisons dangereuses », dans Annie Blondel-Loisel, Éliane Talbot (dir.), (Re)découvertes des Amériques: entre conflits, rencontres et recherche d’identité, Paris, L'Harmattan, 2013 (ISBN 978-2-296-99763-9), p. 49-68.
- « S’allier aux Indiens pour fonder la Nouvelle-France. Du droit au pragmatisme », dans Nicolas Lombart (dir.), Les Nouveaux Mondes juridiques. Du Moyen Âge au XVIIe siècle, Paris, Classiques Garnier, 2015 (ISBN 978-2-8124-4593-4), p. 213-225.
- Marc Lescarbot (vers 1570-1641). Un homme de plume au service de la Nouvelle-France, Paris, Éditions Honoré Champion, 2001, 440 p. Prix Monseigneur-Marcel de l’Académie française, 2002, médaille d’argent ; réédition : Paris, Classiques Garnier, 2019, 440 p.

### Édition des œuvres de Samuel de Champlain
- Voyages en Nouvelle-France. Explorations de l’Acadie, de la vallée du Saint-Laurent ; rencontres avec les autochtones et fondation de Québec, Paris, Cosmopole, 2004, 285 p. (édition en français moderne des Voyages de 1613).
- Les Fondations de l’Acadie et de Québec. 1604-1611, Québec, Septentrion, 2008, 293 p. (édition en français moderne des Voyages de 1613, avec reproduction des illustrations de l’édition originale).
- A la rencontre des Algonquins et des Hurons. 1612-1619, Québec, Septentrion, 2009, 235 p. (édition en français moderne du Quatrième Voyage (1613) et des Voyages de 1619, avec reproduction des illustrations des éditions originales).
- Aux origines du Québec. Expéditions en Nouvelle-France. 1604-1611, Paris, Cosmopole, 2010 réédition de l’ouvrage paru en 2004, avec une nouvelle mise en pages).
- Au secours de l’Amérique française. 1632, Québec, Septentrion, 2011, 696 p. (édition en français moderne des Voyages de 1632, avec reproduction des illustrations de l’édition originale).
- Espion en Amérique. 1598-1603, Québec, Septentrion, 2013, 219 p. (édition en français moderne du Brief Discours et du Des Sauvages, avec reproduction des illustrations du manuscrit de Bologne du Brief Discours)[7].
- Les Œuvres complètes de Champlain, Québec, Septentrion, 2019, 2 vol., 594 et 714 p. (édition en français moderne de toutes les œuvres imprimées et manuscrites, dont trois inédites, avec reproduction de l'iconographie originale). Prix du rayonnement de la langue et de la littérature françaises décerné par l'Académie française en 2020.